# ウルリッヒ・ミューエ
ウルリッヒ・ミューエ（Ulrich Mühe, 1953年6月20日 - 2007年7月22日）は、ドイツの俳優。日本では、2007年アカデミー賞外国語映画賞を受賞した『善き人のためのソナタ』で知られる。

## 経歴
ドイツ民主共和国（旧東ドイツ）のザクセン州グリンマに、革職人の息子として生まれる。兄が工房を継いだのに対し、彼は建設関係の専門学校に進む。兵役でドイツ国家人民軍に入隊しベルリンの壁の国境警備兵をしていたが、胃潰瘍にかかり早期除隊した。1975年から4年間、ライプツィヒの演劇高等専門学校で学ぶ。卒業後はカール＝マルクス＝シュタットの市立劇場に所属するが、1982年に勧誘を受けて東ベルリンの国民劇場に所属。1983年にはベルリン・ドイツ劇場の団員となり、ゲーテの『エグモント』やレッシングの『フィロータス』、シェイクスピアの『ハムレット』などの舞台に出演。劇団の看板役者になった。

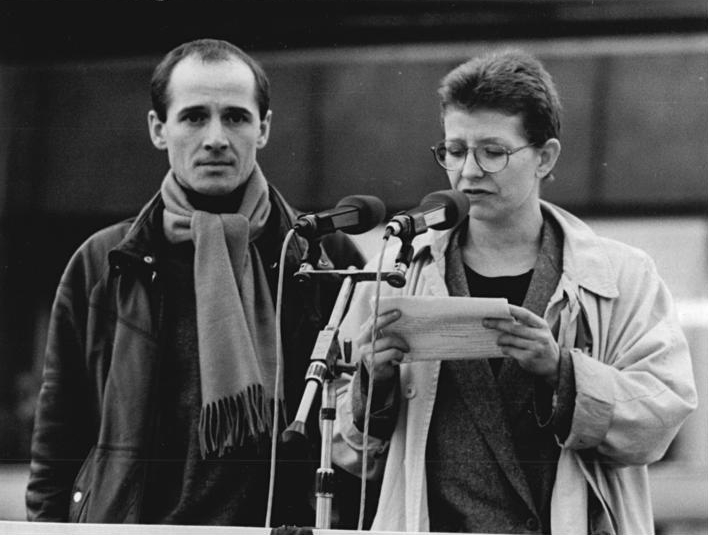
反政府デモで演説台に登壇したミューエ（1989年11月4日）

旧東ドイツ時代には、シュタージの監視下におかれており、当時の妻であった女優イェニー・グレルマンがミューエの行動を監視し密告していたと言われている（グレルマン本人はこれを否定）。1989年、東ドイツの共産主義支配体制が動揺すると、街頭に出て反政府デモを指導。さらには当局により上演禁止されていた作品を演じた。1990年の東西ドイツ統一後は国外にも進出し、ザルツブルク音楽祭やウィーンの舞台に立った。
映画初出演は1983年。1989年以降は西側にも知られるようになり、ミヒャエル・ハネケ監督の『カフカの「城」』や『ファニーゲーム』に出演。2000年にはテレビ映画でヨーゼフ・ゲッベルスを、2002年の『Amen』ではユダヤ人絶滅を忠実に実行するナチス将校を演じ注目された。2003年には篠田正浩監督の『スパイ・ゾルゲ』で駐日ドイツ大使のオイゲン・オットを演じた。そして2006年には『善き人のためのソナタ』でシュタージの大尉を演じ、数々の賞を獲得。
世界的な知名度を獲得した矢先、兵役時代の胃潰瘍手術が遠因となって胃癌を発症、アカデミー賞授賞式出席の直後に手術を受け、旧東西ドイツ国境にほど近い町ヴァルベック（Walbeck）で静養していたが、癌であることをマスコミに公表した翌日、54歳で急逝した。妻ズザンネ・ロタールと共演した『Nemesis』が遺作となった。ヴァルベックに埋葬された。

## 家族
最初の妻である舞台演出家アンネグレット・ハーンとの間に二児（うち一人が、写真家のアンドレアス・ミューエ）、1984年に結婚し1990年に離婚したイェニー・グレルマンとの間に一女（『青い棘』の女優アンナ・マリア・ミューエ）、1997年に結婚した女優ズザンネ・ロタールとの間に二児をもうけた。
2006年、映画『善き人のためのソナタ』の関連本に収録されたインタビューの中で、映画のストーリーと同様に、旧東ドイツ時代に元妻のグレルマンがシュタージの非公式協力者で「HA II/13」というコードネームのシュタージ職員と接触しており、自分は妻に監視されていたと彼は告白した。これに対しグレルマンは、自分が気付かないうちに非公式協力者として情報源にされており、結果的にシュタージに協力した形になっただけだったと反論、この本の出版差し止めをベルリン地方裁判所に申し立てた。裁判所はこの申し立てを認めて本の出版を差し止めるとともに、ミューエの控訴を退け、ミューエに対して今後彼女をシュタージの元非公式協力員呼ばわりすることを禁止した。直後にグレルマンは病死、一年後にミューエも亡くなった。

## 出演作品
| 公開年 | 邦題 原題                                                                          | 役名                         | 備考 |
| ------ | ---------------------------------------------------------------------------------- | ---------------------------- | --- |
| 1992   | ベニーズ・ビデオ Benny's Video                                                     |                              | |
| 1993   | ザ・ラストUボート Das letzte U-Boot                                                |                              | テレビ映画 |
| 1995   | ルディ/夢はレースで1等賞! Rennschwein Rudi Rüssel                                  |                              | |
| 1997   | ファニーゲーム Funny Games                                                         | ゲオルク                     | |
| 1997   | カフカの「城」 Das Schloß                                                          | K                            | |
| 2002   | ホロコースト -アドルフ・ヒトラーの洗礼- Amen.                                      | ドクター                     | |
| 2003   | スパイ・ゾルゲ                                                                     | オイゲン・オット             | 日本映画 |
| 2006   | 善き人のためのソナタ Das Leben der Anderen                                         | ヴィースラー大尉             | ヨーロッパ映画賞最優秀男優賞受賞 ドイツ映画賞最優秀主演男優賞受賞 バイエルン映画賞最優秀男優賞受賞 ドイツ映画批評家協会賞最優秀男優賞受賞 |
| 2007   | わが教え子、ヒトラー Mein Führer - Die wirklich wahrste Wahrheit über Adolf Hitler | アドルフ・グリュンバウム教授 | |

## 参照
1. 1 2  “Ulrich Mühe (obituary)”. The Daily Telegraph. (2007年7月27日)
2. ↑  “'The Lives of Others' Actor Ulrich Mühe Dies”. Deutsche Welle. (2007年7月25日)
3. ↑  Bergan, Ronald (2007年7月28日). “Ulrich Mühe (obituary)”. The Guardian
4. ↑  “Ulrich Mühe 1953-2007 : The Actor who Played the Conscience-Stricken Stasi in The Lives of Others has Died”. The Guardian. (2007年7月25日)